# Oxylamia subderolia
Oxylamia subderolia är en skalbaggsart. Oxylamia subderolia ingår i släktet Oxylamia och familjen långhorningar.

## Underarter
Arten delas in i följande underarter:
- O. s. subderolia
- O. s. insulana